# Demi-armure

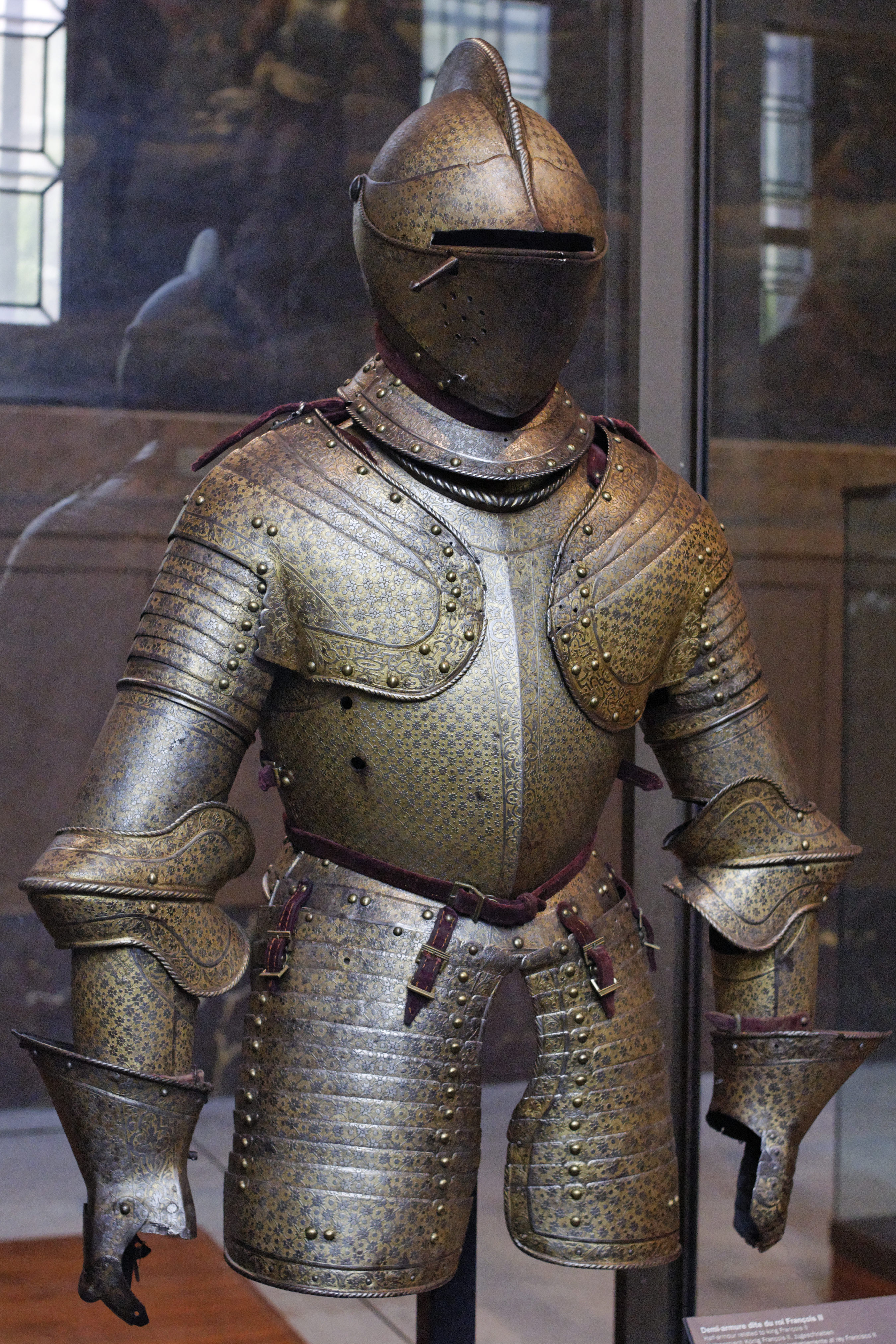
Demi-armure de François II au Musée de l'Armée à Paris.

Une demi-armure est un équipement militaire ayant fait son apparition à la Renaissance. 
Elle se compose d'un armet au profil allongé, d'une paire d'épaulières symétriques prolongée par des brassards et terminée par des gantelets. Le buste et le dos étaient protégés par un plastron et une dossière, tandis qu'une paire de tassettes venait recouvrir la partie supérieure des cuisses.